# 颗粒玉黍螺
颗粒玉黍螺（学名：Nodilittorina pyramidalis）是玉黍螺科結節濱螺屬的一种。原屬中腹足目，今屬今屬玉黍螺總科主要分布于新加坡、马来西亚、印度尼西亚、中国大陆、台湾，常栖息在岩礁海岸，潮间带上半部。